# David Cage
David Cage, właściwie David De Gruttola (ur. 9 czerwca 1969 w Miluzie) – francuski reżyser i projektant gier komputerowych, związany ze studiem Quantic Dream.
Cage założył Quantic Dream w 1997 roku. Wcześniej pracował jako profesjonalny muzyk, piszący ścieżki dźwiękowe do gier komputerowych. Jako twórca Quantic Dream, Cage jest jednym z prezesów studia, reżyserem, głównym projektantem oraz scenarzystą pisanych przez siebie gier. Jego pierwsze dzieło, The Nomad Soul (1999), jest przygodową grą akcji z trójwymiarową oprawą graficzną, która w swoim czasie stanowiła próbę odświeżenia upadającego gatunku gier przygodowych.
Fahrenheit (2004) kontynuuje owe poszukiwania, pozwalając graczom na uczestnictwo w każdym momencie akcji, obserwowanej z perspektywy trzech osób. Największą sławę jednak Cage zyskał za sprawą realizującego ideę filmu interaktywnego dzieła Heavy Rain (2010), które rozdziela narrację na cztery osoby i pozwala graczowi, który uczestniczy w akcji utworu, decydować o losach bohaterów. Heavy Rain zachowuje ścisły kontakt z graczem, zawierając sekwencje quick time events dynamizujące rozgrywkę. Został bardzo pozytywnie przyjęty przez krytyków, zdobywając trzy nagrody BAFTA za muzykę, fabułę i techniczną innowację. W podobnej estetyce utrzymana jest kolejna produkcja Cage’a pod tytułem Beyond: Dwie dusze (2013), która jednak spotkała się z mieszanymi recenzjami krytyków a także Detroit: Become Human (2018), która spotkała się z lepszymi recenzjami.